# 민둥갈퀴
민둥갈퀴(Galium kinuta)는 한국 각처 산지의 숲 속에 나는 여러해살이풀로 높이는 30-60cm이다. 줄기는 밑에서 가지가 갈라지지 않고, 네모지며 밋밋하고, 다소 자주색이다. 뿌리는 황적색이고 옆으로 자란다. 잎은 4-5장씩 윤생, 좁은 난형, 넓은 피침형, 난형, 윗부분이 차차 좁아져 뾰족해지고, 표면맥과 가장자리에 강모가 있다. 꽃은 흰색, 지름 4mm, 줄기 긑에 취산꽃차례로 달리고, 전체가 원추형, 화관은 4갈래, 수술 4개이다. 열매는 분과로 2개씩 붙고, 반구형이다. 열매는 갈고리털이 없고, 전체가 밋밋해서 민둥갈퀴라 한다.